# Ron Meulenkamp
Ron Meulenkamp (Hoogeveen, 1988. november 5. –) holland dartsjátékos. 2006-tól 2014-ig a British Darts Organisation, majd 2014-től a Professional Darts Corporation tagja. Beceneve "The Bomb".

## Pályafutása

### BDO
Meulenkamp 2011-ben kezdett el komolyabb eredményeket felmutatni, amikor is döntőt játszott az Isle of Man Open, és az England Open tornákon, elődöntőt a Mariflex Open-en, valamint negyeddöntőt a German Open tornán. A BDO-nál két világbajnokságon vett részt, ahol mindkétszer a legjobb 32 között esett ki, először 2012-ben, Gary Stone ellen, majd 2014-ben Gary Robson ellen. Emellett a World Masters nagytornán szintén a legjobb 32-ig sikerült eljutnia 2013-ban, valamint a Finder Masters-en a csoportkörig jutott még 2009-ben.

### PDC
2014-től Meulenkamp a PDC versenyein indult, ahol nem tudta megszerezni első nekifutásra a Tour Card-ot, de így is elindulhatott a UK Open és European Tour selejtezőiben a Challenge Tour mellett. A UK Openre nem sikerült kvalifikálnia magát, de márciusban megnyerte a Challenge Tour második állomását, ahol Alan Tabernt győzte le 5–4-re. A negyedik Players Championship állomáson a legjobb 16-ig jutott, ahol 6–5-re kapott ki Ian White-tól. Az év későbbi részében egy negyeddöntőt is játszhatott a sorozatban, amelyen 6–3-ra kapott ki James Wadetől.
Első világbajnokságán 2015-ben vehetett részt, ahol az első körben Mark Webstertől kapott ki 3–1-re.
Következő világbajnokságára 2017-ben sikerült kijutnia, amelyen újra az első körben szenvedett vereséget, ezúttal Mensur Suljović-tól. 
2019-ben Meulenkamp harmadszorra vehetett részt a PDC-dartsvilágbajnokságon, amelyen a második körben Michael Smith ellen esett ki.

## Világbajnoki szereplései

### BDO
- 2011: Első kör (vereség  Gary Stone ellen 0–3)
- 2012: Első kör (vereség  Gary Robson ellen 2–3)

### PDC
- 2015: Első kör (vereség  Mark Webster ellen 1–3)
- 2017: Első kör (vereség  Mensur Suljović ellen 0–3)
- 2019: Második kör (vereség  Michael Smith ellen 1–3)
- 2020: Második kör (vereség  Chris Dobey ellen 2–3)
- 2021: Második kör (vereség  Vincent van der Voort ellen 2–3)
- 2022: Második kör (vereség  Michael Smith ellen 0–3)

## Tornagyőzelmei

### PDC
PDC Challenge Tour
- Challenge Tour (ENG): 2014, 2023

### Egyéb tornagyőzelmek
- French Open: 2006
- Ouderkerk Open: 2011